# Macledium oblongum
Macledium oblongum là một loài thực vật có hoa trong họ Cúc. Loài này được (Lawalrée & Mvukiy.) S.Ortiz mô tả khoa học đầu tiên năm 2001.